# 女流棋士会
日本将棋連盟女流棋士会（にほんしょうぎれんめいじょりゅうきしかい）は、日本将棋連盟に所属する女流棋士によって構成される団体である。通常は単に「女流棋士会」と呼称することが多いが、囲碁の日本棋院にも「女流棋士会」という団体は存在する。

## 来歴

### 設立
1989年、女流棋士発足15周年記念パーティの成功を機に、日本将棋連盟傘下の任意団体として、日本将棋連盟女流棋士会が設立された。日本将棋連盟に所属する女流棋士は、原則として同連盟の正会員ではなく、女流棋士会の会員となる。ただし2010年の規則改訂で、女流棋士でも「連盟所属」かつ「四段以上もしくはタイトル経験者」の場合は連盟の正会員の資格を持つ。
主な目的は、女流棋士の連携、棋力向上、普及活動の推進であり、女流主催による女流棋士との親睦将棋会などのイベントなどが女流棋士会によって行われた。

### 植村と林の脱会処分
2006年2月、藤森奈津子会長の下で、植村真理・林まゆみの2人が女流棋士会の普及活動への不協力等を理由として脱会させられた（これにより「女流棋士 = 女流棋士会会員」ではなくなった）。しかし、女流棋士会は女流棋士としての活動を規制する権限を持たず、資格においても日本将棋連盟が認める形であるために、植村・林は脱会後も対局などの活動は続けていた。

### 分裂
（女流棋士 (将棋) も参照）
2006年6月の女流棋士会定例総会において、女流棋士自立のための組織のあり方を具体的に検討するための委員会として「制度委員会」を設置。この制度委員会からの「報告及び答申書」を受け、2006年12月1日に女流棋士会臨時総会を開催。この臨時総会において「女流棋士協会(仮称)設立準備委員会の設置」を議案とし、賛成多数で承認した。臨時総会後、この「女流棋士協会(仮称)設立準備委員会の設置」に関する決義の取扱いについて女流棋士会内において多くの混乱が生じる事態となった。
2007年6月7日、藤森、中井広恵を含む17名の女流棋士が、日本将棋連盟からも女流棋士会からも退会。新法人「日本女子プロ将棋協会」（LPSA）を立ち上げた。
一方、上述の植村と林は、新体制となった女流棋士会へ2007年12月に復帰した。
なお、分裂からしばらくは様々な混乱が生じていた。

### 新たな棋士会
2009年4月1日、日本将棋連盟が、棋士・女流棋士の両方を含む新たな棋士会を創設。連盟棋士会の中の組織とされ女流棋士会はそのまま存続するが、役員は置かず、事実上解消された。棋士会の役員は、名誉棋士会長が中原誠、棋士会長が谷川浩司。棋士会副会長は、女流棋士の清水市代、矢内理絵子のほか、佐藤康光、森内俊之の、計4名である。

### 役員の復活およびファンクラブ創設
2010年4月1日、女流棋士会ファンクラブ「駒桜」を創設。
また、女流棋士会に役員が復活。会長に関根紀代子、会長代理に谷川治恵、副会長には当時のタイトル保持者全員（清水市代、矢内理絵子、里見香奈）。
2013年7月からは「駒桜」所属の女流棋士が週替りで出演するテレビ番組『駒桜通信』が囲碁・将棋チャンネルでスタートした。
その後「思うように会員数が伸びない」等の理由から、2015年3月末をもって「駒桜」は発展的解消されることになった。

## 女流棋士会役員
日本将棋連盟女流棋士会総会ならびに女流棋士会役員会で選任された者
（いずれも2023年6月30日開催）
- 会長
山田久美 女流四段（再任）
- 副会長
村田智穂 女流二段
- 役員
北尾まどか 女流二段
室田伊緒 女流二段

## 歴代の会長
- 1989年0月 - 2001年0月：蛸島彰子
- 2001年0月 - 2003年0月：谷川治恵
- 2003年0月 - 2007年0月：藤森奈津子
- 2007年0月 - 2009年3月：谷川治恵（再）
- 2009年4月 - 0000年0月（女流棋士会としての役員廃止）
- 2010年4月 - 0000年0月（役員復活）
- 2010年4月 - 2013年3月：関根紀代子
- 2013年4月 - 2015年6月：矢内理絵子[14]
- 2015年6月 - 2017年6月：清水市代[15]
- 2017年6月 - 0000年0月：山田久美[16][17]

## 主な主催イベント実績
- 親睦将棋会（毎年4月）
- 女流棋士発足20周年パーティ（1994年）
- 女流棋士発足25周年パーティ（1999年）
- 女流棋士発足30周年パーティ（2004年）
- 女流棋士発足35周年パーティ（2009年）
- 女流棋士発足40周年パーティ（2014年）
- 女流棋士発足45周年パーティ（2019年）[18]
- 女流棋士発足50周年パーティ（2024年6月=東京〉、同年12月=大阪）[19]